# Liv Wollin
Liv Wollin, född Liv Forsell i Stockholm 17 april 1945, är en svensk före detta golfspelare. Hon var den ledande kvinnliga svenska golfspelaren under 1960- och 1970-talet och vann under perioden bland annat 10 SM-guld.

## Biografi

### Golfkarriär
Wollin började som caddie på Lidingö GK, och eftersom de flesta spelare var män så tog hon efter deras golfsvingar. Den största förebilden var en av dåtidens främsta golfspelare GA (Gustaf Adolf) Bielke. Hans korta och rappa baksving blev Wollins stil genom hela karriären. Hon hade tidigare varit aktiv inom andra sporter (curling – 1 SM-guld – och bowling) så hon fann snabbt en sving som passade henne. Hon spelade nästan alltid med herrar, eftersom damgolfen var förhållandevis litet utvecklad i Sverige.
Wollin blev den första svenska golfspelare som kunde hävda sig internationellt, och hon blev professionell 1983. Hon spelade tio VM i rad, och det är ett rekord hon delar med italienskan Marina Ragher. Hon blev portugisisk mästare och dubbel marockansk mästare. Hon vann 1971, 1972, 1977 och 1979 Swedish Open i golf och var 1980 finalist i British Ladies Amateur. Som lagmedlem för Falsterbo Golfklubb vann hon åtta lag-SM-guld.

### Familj och övrigt
Hon var gift åren 1972–1987 med tandläkaren Paul Wollin.
Wollin har arbetat som lärare på Rosentorpskolan i Vellinge och Källängens skola på Lidingö. 

## Meriter

### Individuella segrar
- 1962 Junior-SM[3]
- 1963 SM, Skandinaviska Internationella Mästerskapen (SKIM)
- 1964 SM, SKIM
- 1965 SKIM
- 1966 SM, Junior-SM, Svenskt Internationellt Mästerskap (SISM)
- 1967 SM
- 1968 SM
- 1969 SM, SISM
- 1970 SKIM, SISM
- 1971 SKIM, SISM
- 1972 SM, SKIM, SISM
- 1973 SM
- 1976 SM
- 1977 SISM
- 1979 SISM
- 1980 SM

### Lagsegrar
- 1981 EM

### Utmärkelser
- 1963 Elitmärket
- 1966 Årets golfare[4]
- 1967 Årets idrottskvinna
- 1968 Årets golfare[4]
- 1984 Guldklubban